# Качинська селищна рада
Ка́чинська се́лищна ра́да — адміністративно-територіальна одиниця та орган місцевого самоврядування у складі Бахчисарайського району АРК. Адміністративний центр — селище міського типу Кача.

## Загальні відомості
- Населення ради: 8 886 осіб (станом на 2001 рік)

## Населені пункти
Селищній раді підпорядковані населені пункти:
- смт Кача
- с. Вишневе
- с. Орлівка
- с. Осипенко
- с. Полюшко

## Склад ради
Рада складається з 30 депутатів та голови.
- Голова ради:
- Секретар ради: Костіна Тетяна Михайлівна

### Керівний склад попередніх скликань
| Прізвище, ім'я, по батькові | Основні відомості                                   | Дата обрання | Дата звільнення |
| --------------------------- | --------------------------------------------------- | ------------ | --------------- |
| Онищук Василь Ілліч         | Селищний голова, 1943 року народження, безпартійний | 26.03.2006   | 31.10.2010      |

Примітка: таблиця складена за даними сайту Верховної Ради України

### Депутати
За результатами місцевих виборів 2010 року депутатами ради стали:

#### За суб'єктами висування
| Суб'єкт висування                                                          | Кількість обраних депутатів | %    |
| -------------------------------------------------------------------------- | --------------------------- | ---- |
| Партія регіонів                                                            | 10                          | 33,3 |
| Народна партія                                                             | 9                           | 30   |
| Самовисування                                                              | 5                           | 16,7 |
| Соціалістична партія України                                               | 2                           | 6,7  |
| Комуністична партія України                                                | 1                           | 3,3  |
| Партія «Народна влада»                                                     | 1                           | 3,3  |
| Партія Пенсіонерів України                                                 | 1                           | 3,3  |
| Українська партія честі, боротьби з корупцією та організованою злочинністю | 1                           | 3,3  |

#### За округами
| № округу                                                                   | Прізвище, ім'я, по батькові       | Дата визнання обраним | Освіта             | Партійна приналежність             | Відомості про обраного депутата                             |
| -------------------------------------------------------------------------- | --------------------------------- | --------------------- | ------------------ | ---------------------------------- | ----------------------------------------------------------- |
| Комуністична партія України                                                |                                   |                       |                    |                                    |                                                             |
| 8                                                                          | Вахрушева Олена Федорівна         | 01.11.2010            | вища               | позапартійна                       | пенсіонер                                                   |
| Народна Партія                                                             |                                   |                       |                    |                                    |                                                             |
| 5                                                                          | Гопеєва Євгенія Іллівна           | 01.11.2010            | середня            | член Народної партії               | пенсіонер                                                   |
| 12                                                                         | Афанасьєва Юлія Юріївна           | 14.11.2010            | вища               | член Народної партії               | ДП радгосп П.Осіпенко, завідувачка їдальні                  |
| 13                                                                         | Родіонов Сергій Федорович         | 01.11.2010            | середня спеціальна | член Народної партії               | ДП радгосп П. Осипенко, головний електрик                   |
| 18                                                                         | Добровольська Валентина Федорівна | 14.11.2010            | вища               | член Народної партії               | ДП радгосп П.Осіпенко, завідувачка фруктосховищем           |
| 19                                                                         | Єфременко Наталя Аркадіївна       | 01.11.2010            | вища               | член Народної партії               | ДП радгосп П. Осипенко, старший агроном                     |
| 20                                                                         | Нестеренко Іван Макарович         | 01.11.2010            | середня спеціальна | член Народної партії               | ДП радгосп П. Осипенко, керуючий відділенням                |
| 21                                                                         | Поглазова Людмила Миколаївна      | 01.11.2010            | вища               | член Народної партії               | ДП радгосп П. Осипенко, заступник директора по збиту        |
| 24                                                                         | Шарапова Людмила Миколаївна       | 01.11.2010            | вища               | член Народної партії               | ДП радгосп П. Осипенко, технолог винзаводу                  |
| 29                                                                         | Харченко Наталя Петрівна          | 01.11.2010            | середня спеціальна | член Народної партії               | ДП радгосп П. Осипенко, бухгалтер стройцеху                 |
| Партія «Народна влада»                                                     |                                   |                       |                    |                                    |                                                             |
| 16                                                                         | Аблаев Рустем Арипович            | 01.11.2010            | вища               | член Партії «Народна влада»        | ПП «Буделектро Плюс», головний інженер                      |
| Партія Пенсіонерів України                                                 |                                   |                       |                    |                                    |                                                             |
| 11                                                                         | Крока Дмитро Тарасович            | 01.11.2010            | вища               | позапартійний                      | тимчасово не працює                                         |
| Партія регіонів                                                            |                                   |                       |                    |                                    |                                                             |
| 3                                                                          | Кузнєцов Антон Геннадійович       | 01.11.2010            | вища               | член Партії регіонів               | Управління охорони здоров'я МДА, заступник начальника       |
| 7                                                                          | Кобилінська Тетяна Віталіївна     | 01.11.2010            | вища               | член Партії регіонів               | пенсіонер                                                   |
| 10                                                                         | Лупітько Микола Анатолійович      | 01.11.2010            | вища               | член Партії регіонів               | ВАТ «Севастопольгаз», майстер                               |
| 14                                                                         | Сидорова Юлія Євгеніївна          | 01.11.2010            | вища               | член Партії регіонів               | Дитячий садок № 103, завідувачка                            |
| 17                                                                         | Азізова Наджіе Мамедівна          | 01.11.2010            | вища               | член Партії регіонів               | Медичний пункт, врач-педіатр                                |
| 22                                                                         | Патрикеєв Олексій Іванович        | 01.11.2010            | середня            | член Партії регіонів               | пенсіонер                                                   |
| 25                                                                         | Косенко Ліда Іванівна             | 01.11.2010            | середня            | член Партії регіонів               | ДП радгосп П. Осипенко, завідувачка складу                  |
| 26                                                                         | Костіна Тетяна Михайлівна         | 01.11.2010            | середня            | член Партії регіонів               | Качинська селищна рада, заступник голови                    |
| 27                                                                         | Бєляєва Ірина Миколаївна          | 01.11.2010            | вища               | член Партії регіонів               | тимчасово не працює                                         |
| 28                                                                         | Титаренко Олена Валентинівна      | 01.11.2010            | середня            | член Партії регіонів               | Міська бібліотека № 36, гардеробниця                        |
| Соціалістична партія України                                               |                                   |                       |                    |                                    |                                                             |
| 1                                                                          | Мілославіна Ірина Шотівна         | 01.11.2010            | середня            | член Соціалістичної партії України | ФОП «Мілославіна»                                           |
| 23                                                                         | Одаж'ю Микола Григорович          | 01.11.2010            | середня            | позапартійний                      | ТОВ «Виджей», керівник                                      |
| Українська партія честі, боротьби з корупцією та організованою злочинністю |                                   |                       |                    |                                    |                                                             |
| 9                                                                          | Фекліна Маргарита Петрівна        | 01.11.2010            | вища               | позапартійна                       | офіцерський гуртожиток гарнізону с. Кача, завідувачка       |
| Самовисування                                                              |                                   |                       |                    |                                    |                                                             |
| 2                                                                          | Ізорія Валентина Олексіївна       | 01.11.2010            | середня            | позапартійна                       | приватний підприємець                                       |
| 4                                                                          | Поповський Сергій Олександрович   | 01.11.2010            | вища               | позапартійний                      | загальноосвітня школа № 13, директор                        |
| 6                                                                          | Тарануха Наталія Іванівна         | 01.11.2010            | вища               | позапартійна                       | загальноосвітня школа № 13, вчитель                         |
| 15                                                                         | Усеінов Рустем Османович          | 01.11.2010            | середня            | позапартійний                      | МКП «Севгорводоканал», бригадир машиністов насосних станцій |
| 30                                                                         | Ахтемов Сулейман                  | 01.11.2010            | вища               | позапартійний                      | пенсіонер                                                   |